# Arthromastix lauralis
Arthromastix là một chi bướm đêm thuộc họ Crambidae. Chi này chỉ gồm một loài duy nhất, Arthromastix lauralis, thừong được tìm thấy ở Trung Mỹ (gồm cả Belize, Costa Rica), Nam Mỹ (gồm Brazil, Venezuela, Bolivia, Argentina), Cộng hòa Dominican và Cuba.
Ấu trùng của loài này ăn Trichostigma octandrum.